# Kościół Przemienienia Pańskiego w Siemieniu
Kościół Przemienienia Pańskiego w Siemieniu – rzymskokatolicki kościół parafialny zlokalizowany we wsi Siemień w województwie lubelskim (powiat parczewski).                                                                                                                                                                                                                                                                                                                                                                                                                                                                                                                                                                                                                                                                                                          

## Pierwsza kaplica
Około 1770 wzniesiono we wsi dwie kapliczki słupowe z figurami Chrystusa Frasobliwego i św. Jana Chrzciciela. W pierwszej połowie XIX wieku, z inicjatywy Julii z Małachowskich Biernackiej urządzono pierwszą kaplicę we dworze, w której odprawiano nabożeństwa także dla chłopów pańszczyźnianych. Obiekt poświęcił proboszcz parczewski, Michał Tęczyński.                                                                                                                                                                                                                                                                                                                                                                                                                                                                                                                                                                                                                                                                                                          
W 1908, z inicjatywy chłopstwa, powstała pierwsza we wsi kaplica Matki Boskiej Anielskiej zbudowana z bali sosnowych. Z własnych środków wznieśli ją Jan Dawidek, Jan Kaszlikowski, Józef Łukaszek i Stanisław Przystupa. Miała wymiary: 3,33 z 5 x 3,5 metra. Była oszalowana i bielona wapnem. Poświęcona została przez proboszcza z Parczewa, Stanisława Wierzejskiego. 7 lipca 1919 biskup Henryk Przeździecki wydał proboszczowi Stanisławowi Zarzyckiemu zgodę na odprawianie mszy w tej kaplicy. 7 października 1931 dziekan parczewski Roman Wilde wystąpił do biskupa Przeździeckiego z inicjatywą powołania we wsi parafii. Biskup bardzo szybko wydał dekret o erygowaniu parafii siemieńskiej w dniu 1 listopada 1931 przy istniejącej kaplicy. Planowano już wówczas budowę nowego kościoła, ale tymczasowo zdecydowano się jedynie na powiększenie kaplicy, mogącej pomieścić tylko dwadzieścia osób. Cel ten hojnie wsparli parafianie finansowo i rzeczowo. Wybrano też komitet budowy kościoła.                                                                                                                                                                                                                                                                                                                                                                                                                                                                                                                                                                                                                                                                                                          

## Pierwszy kościół

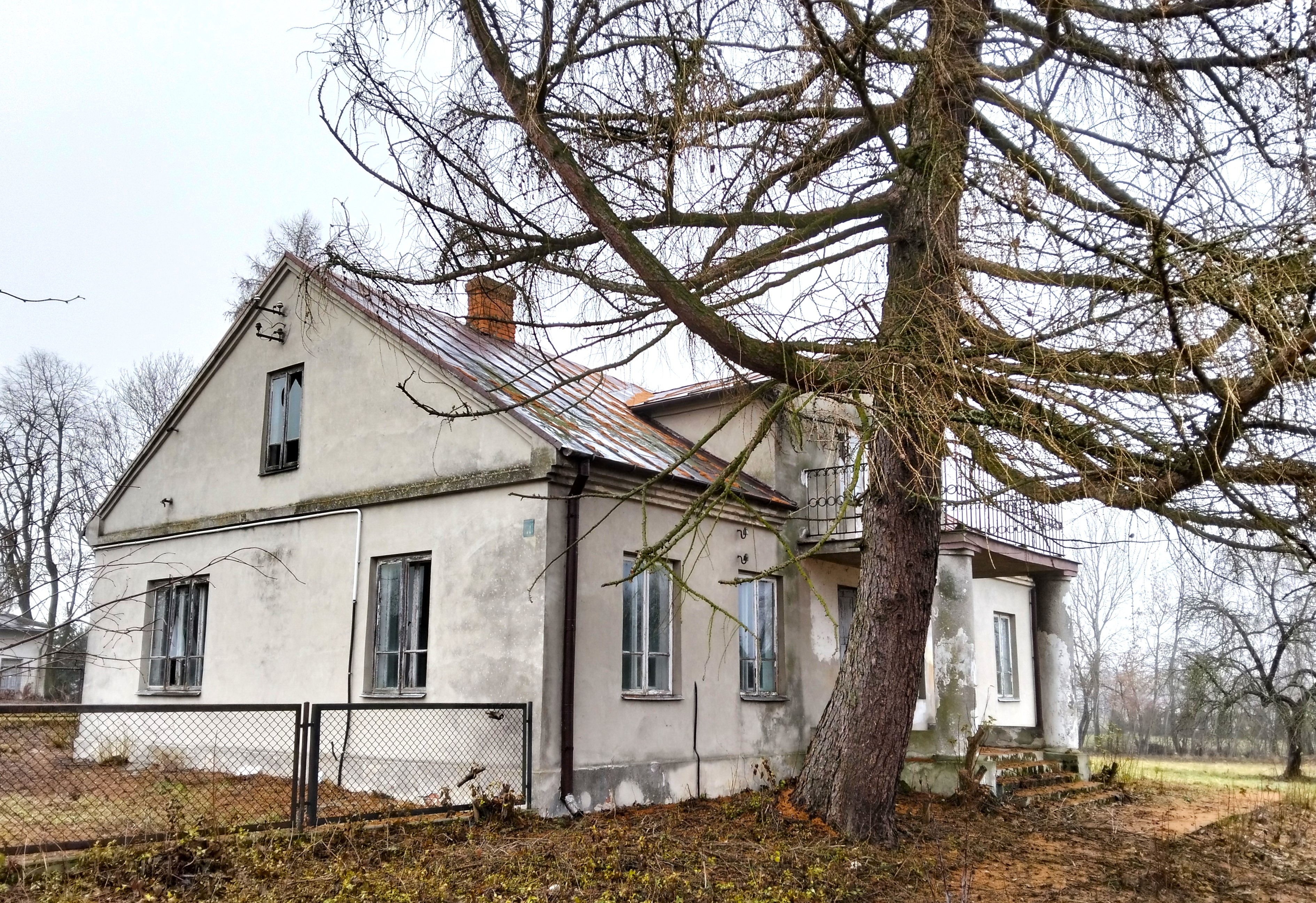
Plebania

Z czasem parafianie zdecydowali o budowie nowego kościoła i zrezygnowali z rozbudowy kaplicy. Prace trwały od wiosny 1934, a zakończono je 11 września 1934. Budowniczym był cieśla Jan Trzciński z Miłkowa. Obiekt poświęcił ksiądz Wilde 30 września 1934 pod obecnym wezwaniem. Kryty gontem, drewniany kościół na ceglanej podmurówce, określany jako provisorium, miał wymiary 12 na 8 metrów. Zbudowany był z heblowanych bali sosnowych i miał dach oparty na dziesięciu krokwiach. Sufit był łamany, trapezowy. Chór miał szerokość 2,40 metra. Wnętrze doświetlały dwie pary okien po bokach i dwa okna flankujące wejście. W ołtarzu wisiał obraz Przemienianie Pańskie autorstwa Andrzeja Czarkowskiego z lat 30. XX wieku. W 1935 świątynię wizytował biskup Henryk Przeździecki. W tym czasie wystąpił konflikt z mieszkańcami wsi Sewerynówka, niezadowolonymi z wyłączenia z parafii parczewskiej (trwający wiele następnych lat).                                                                                                                                                                                                                                                                                                                                                                                                                                                                                                                                                                                                                                                                                                          
Nowy kościół wzniesiono na gruncie należącym do wsi i miał on nieuregulowany status prawny. Biskup nalegał na proboszcza odnośnie pozyskania gruntów na własność. Mimo trudności wykańczanie wyposażenia trwało dalej, powieszono m.in. obraz olejny Chrystus w Grobie, autorstwa F. Jędrzejczyka. Ołtarz boczny wyrzeźbił kościelny, Jan Kaliszkowski. Postawiono też kazalnicę o wysokości 2,55 metra. Pozbawiony balustrady chór wsparty na czterech kolumnach mieścił dwugłosową fisharmonię. Najstarszym elementem wyposażenia było XVII-wieczne tabernakulum, które najprawdopodobniej pochodziło z Ostrowa Lubelskiego. Trzypokojową plebanię dla księdza i organisty wykonano również z bali sosnowych (oszalowanych). Miała wymiary 13,4 na 7,1 metra. Wkrótce zakupiono też dom z przeznaczeniem na organistówkę. 10 kwietnia 1937 ostatecznie ukończono procedury mające na celu pozyskanie gruntu pod nowy kościół. Na jego części od razu urządzono cmentarz parafialny.                                                                                                                                                                                                                                                                                                                                                                                                                                                                                                                                                                                                                                                                                                           
W trakcie okupacji niemieckiej kościół był czynny, a parafia początkowo działała normalnie. W maju 1942 Niemcy nakazali jednak oddać ziemię kościelną, a także usunąć a terenu kościelnego plebanię, stodołę i WC. Obecny w parafii ksiądz Władysław Bazyluk (student Uniwersytetu Poznańskiego, który musiał uchodzić z Poznania) włączył się w działalność Armii Krajowej jako kapelan placówki Siemień.                                                                                                                                                                                                                                                                                                                                                                                                                                                                                                                                                                                                                                                                                                          
Po wyparciu hitlerowców parafia odzyskała zrabowaną przez Niemców ziemię. Powrócono do idei budowy kościoła – planowano nawet wzniesienie na tę okoliczność własnej cegielni, jednak wkrótce idea ta zamarła, z uwagi na opór nowego proboszcza, Wacława Jaroszewicza, co było przyczyną kilkuletniego konfliktu z wiernymi, przychylnie usposobionymi do budowy świątyni. Do 1957 wzniesiono nową plebanię, jednak władze komunistyczne nie chciały wydać zgody na budowę kościoła. W tej sytuacji wyremontowano jedynie stary kościół, a ponowny remont wykonano w 1966. W tym samym roku starą kaplicę Matki Bożej Królowej Polski podniesiono do godności kaplicy publicznej (możliwe było odprawianie tam mszy). Było to przyczyną konfliktu z władzami powiatowymi, które uznały to za nielegalne praktyki religijne. Ostatecznie doszło do kompromisu – władze zgodziły się na 2-3 nabożeństwa rocznie.                                                                                                                                                                                                                                                                                                                                                                                                                                                                                                                                                                                                                                                                                                          

## Obecny kościół

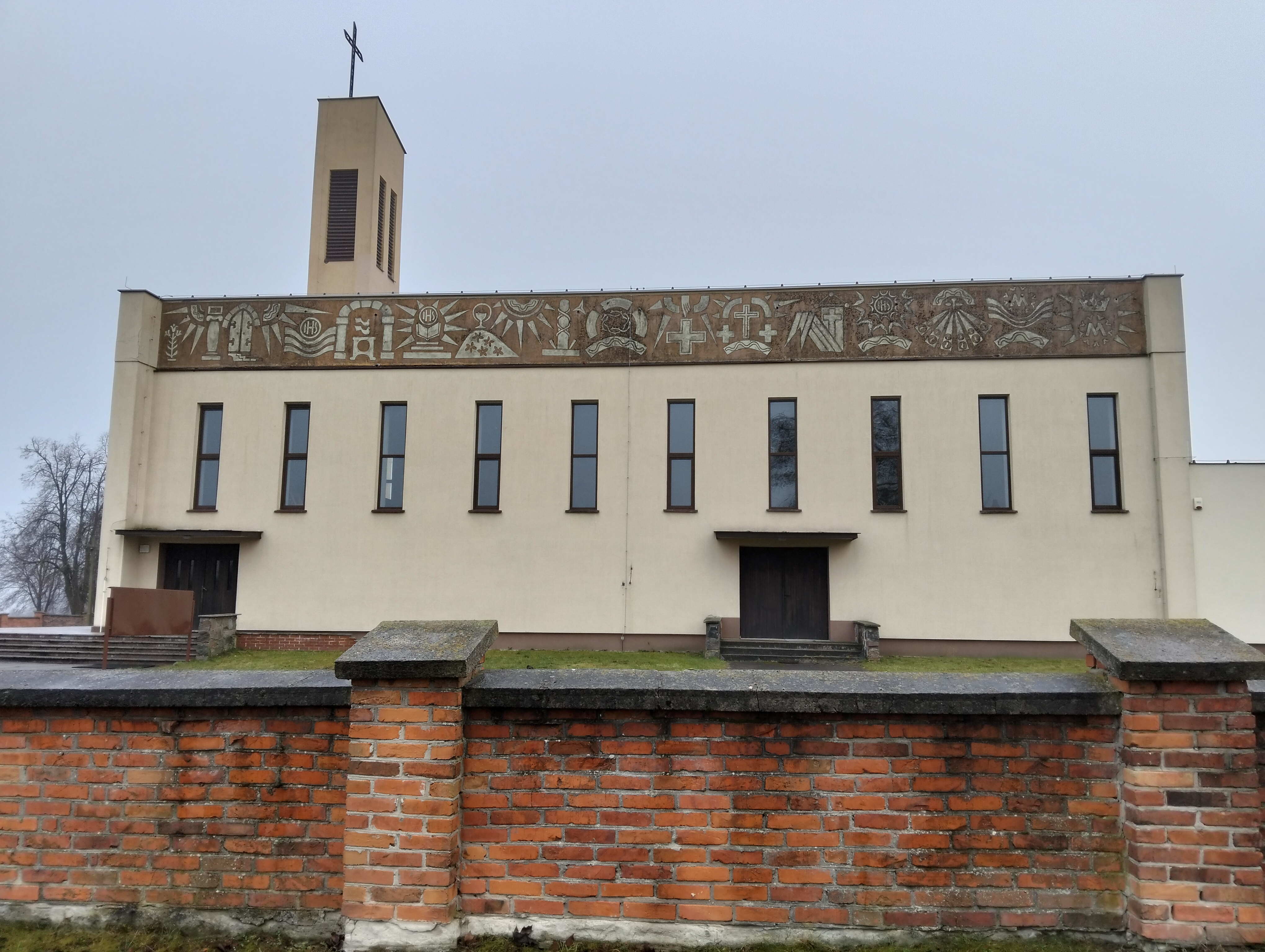
Elewacja boczna z fryzem

Po objęciu parafii przez księdza Edmunda Kłopotka doszło do wydania zgody na budowę kościoła (10 kwietnia 1973). Obiekt miał jednak mieć formę zbliżoną do hali magazynowej, gdyż władze komunistyczne zakładały, iż w miarę postepowania ateizacji społeczeństwa, z czasem przejmą świątynię na inne cele. Kościół zaprojektował Jan Śniegowski z Warszawy, a budową kierował Jan Czarnecki. Budowla mieszcząca 700 wiernych ma długość 28,5 metra, szerokość 10,5 metra, wysokość nawy 8,9 metra, wysokość wieży 19,5 metra i powierzchnię 350 m². Prace rozpoczęto 18 maja 1974 – była to pierwsza nowa świątynia w powiecie parczewskim po II wojnie światowej. Budowę sowicie wspierali parafianie. Stan surowy uzyskano 10 sierpnia 1975. Konsekracja nastąpiła 6 sierpnia 1976 (biskup Jan Mazur, sufragan Zygmunt Kamiński). Na froncie świątyni umieszczono monumentalny fresk ukazujący Matkę Bożą z Dzieciątkiem i tajemnice różańcowe. Fresk tworzy formę fryzu z symbolami Męki Pańskiej na pozostałych elewacjach. Ołtarz główny wykonano z marmuru.                                                                                                                                                                                                                                                                                                                                                                                                                                                                                                                                                                                                                                                                                                          

## Organy
Organy zostały wybudowane w 1958 dla kościoła Wniebowzięcia NMP w Białej Podlaskiej przez Fryderyka Szwarca z Kartuz. W obecne miejsce zostały przeniesione w 1986 przez Zygmunta Kamińskiego. Szafa organowa jest wolnostojąca, podobnie jak stół gry. Instrument ma trzynaście głosów podzielonych pomiędzy dwa manuały (6, 5) o zakresie C-f3 i pedał (2) o zakresie C-d1.